# Trichomyia caelibata
Trichomyia caelibata är en tvåvingeart som beskrevs av Quate 1965. Trichomyia caelibata ingår i släktet Trichomyia och familjen fjärilsmyggor.
Artens utbredningsområde är Filippinerna. Inga underarter finns listade i Catalogue of Life.